# Trabala vishnou
Trabala vishnou là một loài bướm đêm thuộc họ Lasiocampidae. Nó được tìm thấy ở đông Nam Á, bao gồm Ấn Độ và Thái Lan.

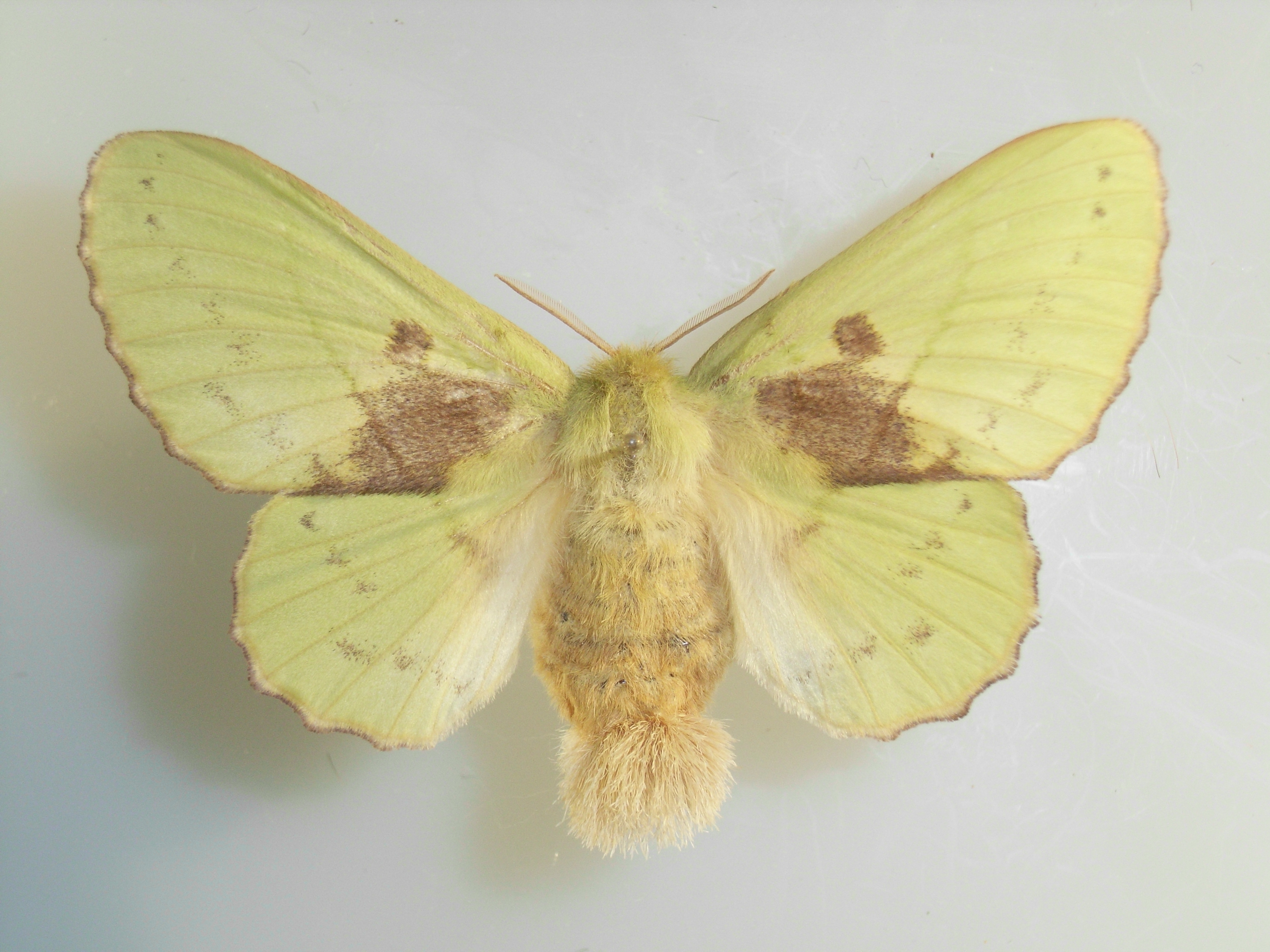
Con đực

Sải cánh dài khoảng 67 mm đối với con cái và 47 đối với con đực
Ấu trùng ăn các loài Populus.

## Hình ảnh

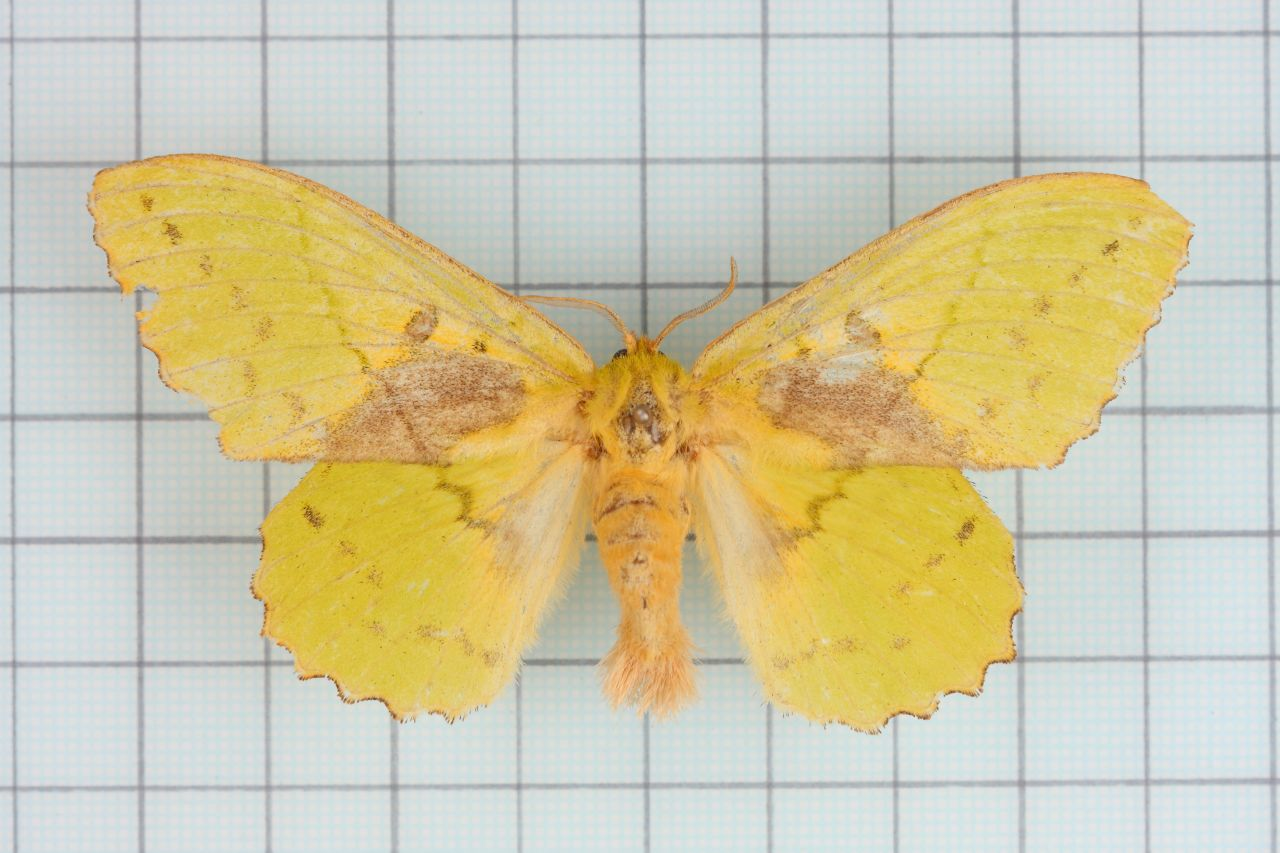
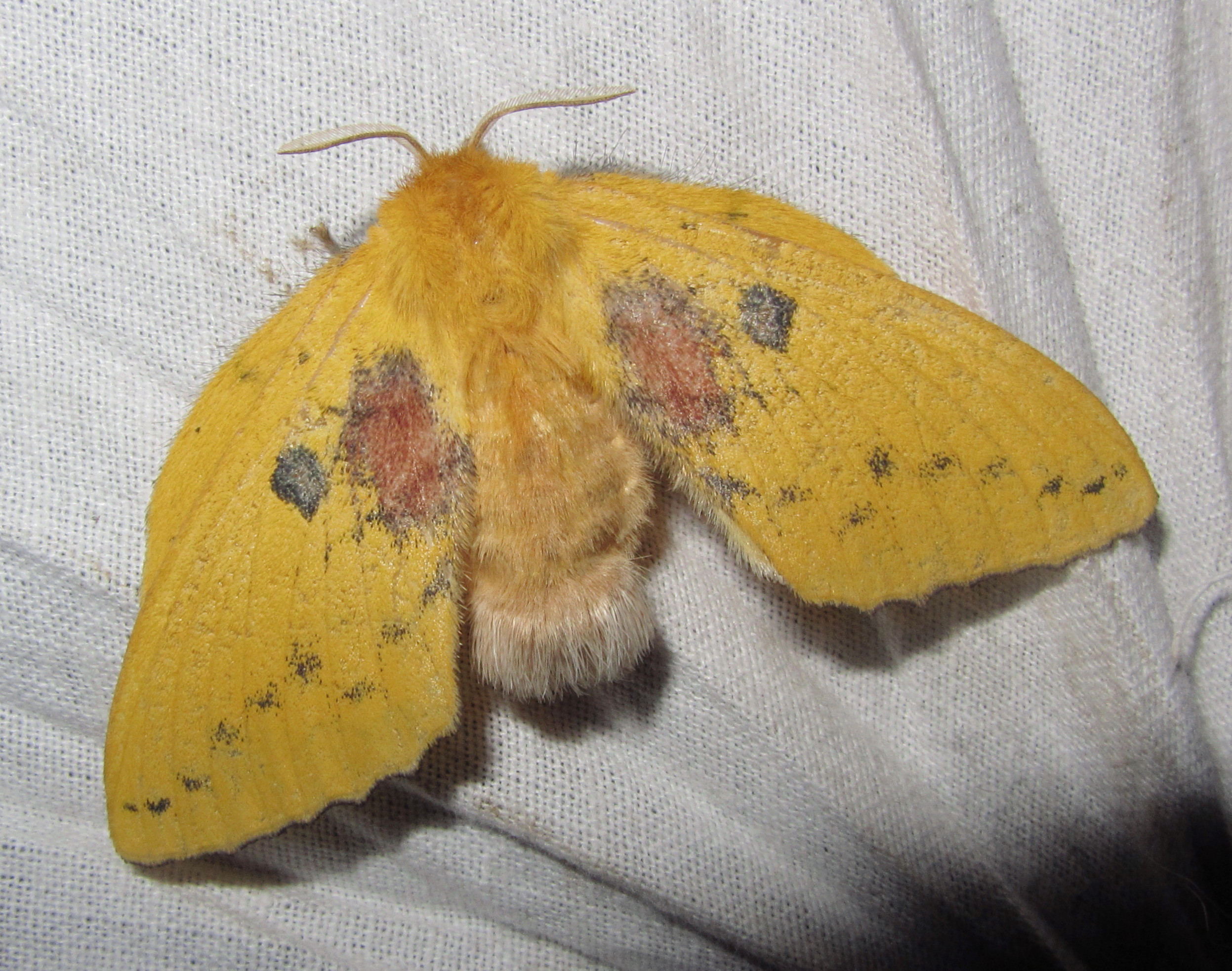
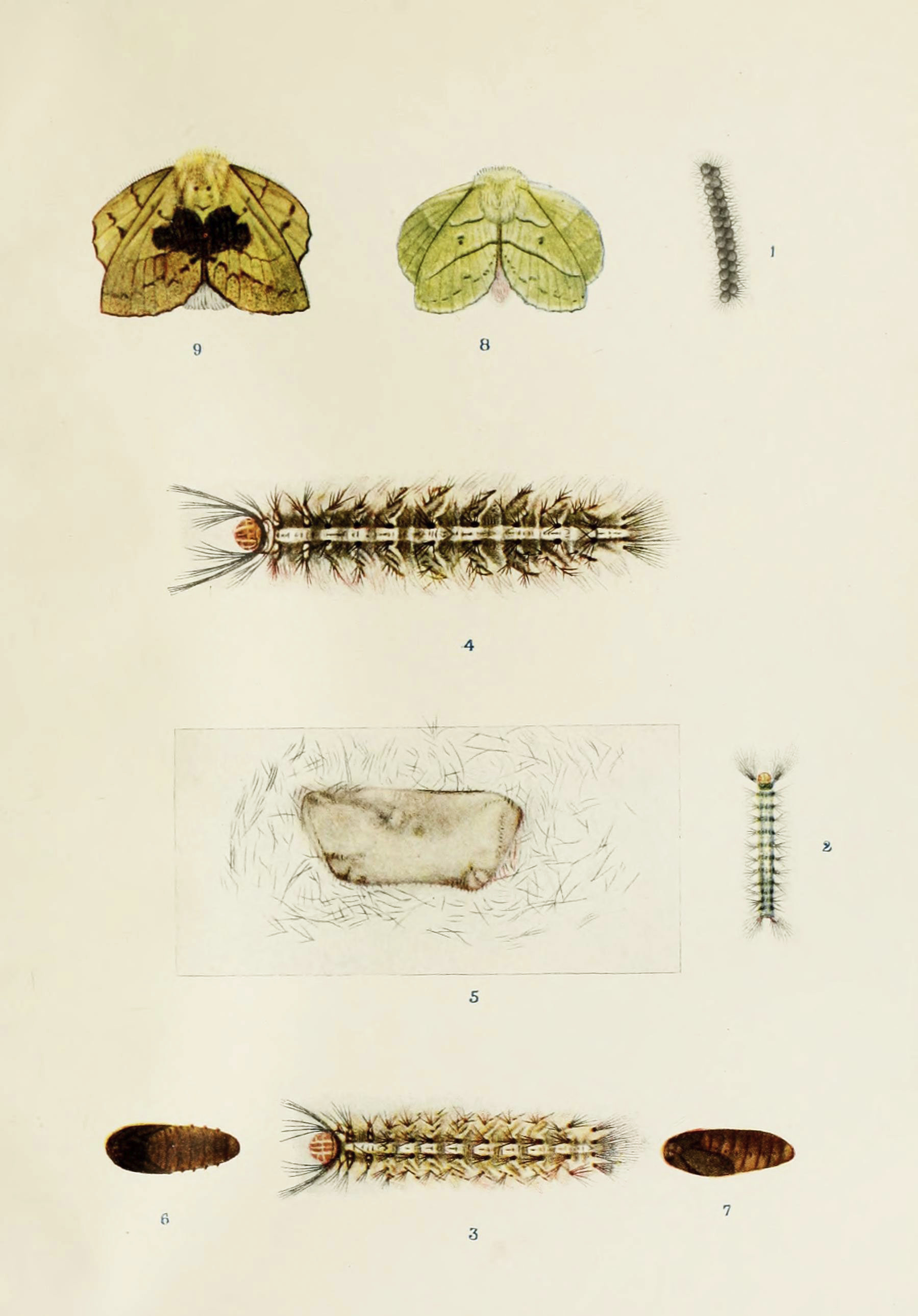
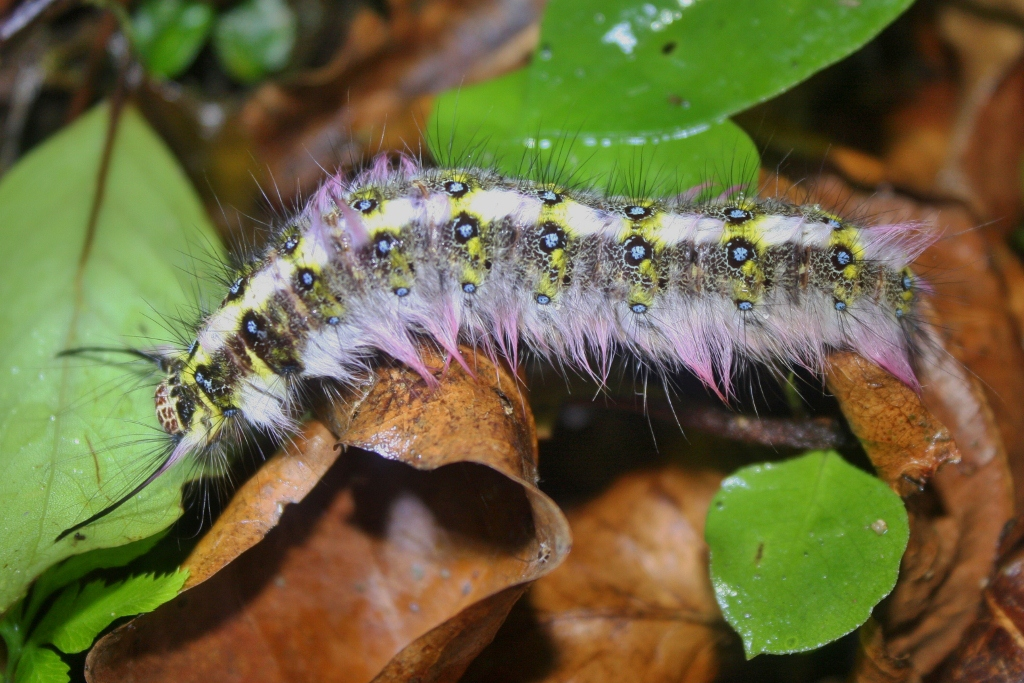

## Phân loài
- Trabala vishnou vishnou
- Trabala vishnou guttata